# Kilómetro Cuarenta y Dos
Kilómetro Cuarenta y Dos, también llamado El Cuarenta y Dos o Juan N. Álvarez, es una comunidad mexicana perteneciente al municipio de Acapulco en el estado de Estado de Guerrero. Cuenta con tres colonias principales, Centro, Rubén Figueroa conocida como del otro lado del río y La tranca.

## Toponimia
Recibe su nombre porque se encuentra ubicado exactamente a 42 kilómetros del puerto de Acapulco, sobre la Carretera Federal 95 (Acapulco - Chilpancingo). A una altitud de 420 metros sobre el nivel del mar.

## Población
De acuerdo a los resultados del II Conteo de Población y Vivienda realizado por el Instituto Nacional de Estadística y Geografía (INEGI) en 2010, la población del Kilómetro 42 contaba hasta ese año con un total de 862 personas, de cuales 412 son hombres y 450 mujeres.
Los ciudadanos se dividen en 336 menores de edad y 434 adultos, de cuales 90 tienen más de 60 años.

## Economía
En la comunidad hay un total de 220 hogares. De estas 220 viviendas, 20 tienen piso de tierra y unos 40 consisten de una sola habitación. 180 de todas las viviendas tienen instalaciones sanitarias, 99 son conectadas al servicio público, 220 tienen acceso a la luz eléctrica. La gran mayoría de las casas cuentan con servicio telefónico privado y algunas con televisión de paga.
La situación económica le permite a 200 viviendas tener una o más computadoras, a 190 tener una lavadora y 220 tienen una televisión. Y aproximadamente el 30% de la población dispone de un automóvil.

## Educación

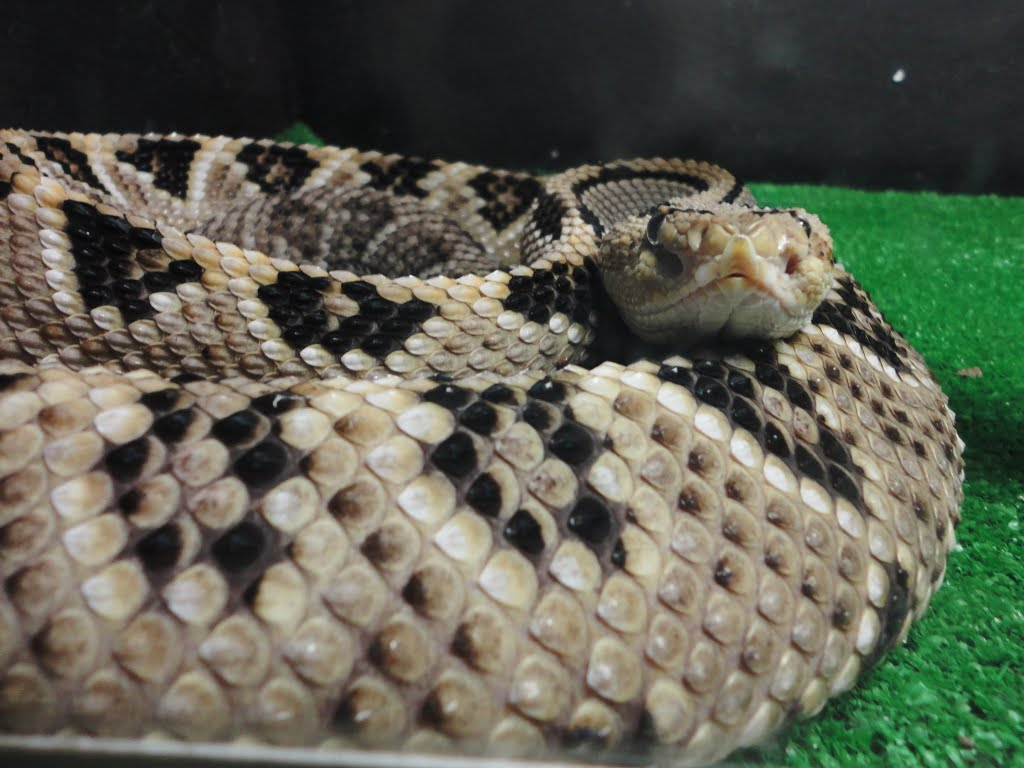
Víbora de cascabel encontrada en el Kilómetro 42.

La población cuenta con un grado de escolaridad en personas mayores de solamente Primaria y Secundaria. En cambio los menores de edad, la gran mayoría asiste a la escuela Primaria y Secundaria, en cambio en el nivel medio superior solamente el 80% termina sus estudios y solo el 30% llega a concluir una Licenciatura. Entre los cuales la mayoría son Profesores, Doctores, Odontólogos, Licenciados en derecho y la Licenciatura de Médico Veterinario Zootecnista en el área de Veterinaria, etc. Las principales escuelas son el Jardín de niños Juan Enrique Pestalozzi y la Primaria Miguel Hidalgo y Costilla.

## Servicios
La comunidad cuenta con una comisaría municipal, un centro de salud remodelado, un campo de fútbol con su propia liga, un panteón, una cancha de básquetbol remodelada donde se realizan torneos, un centro para apoyo de alcohólicos anónimos, una iglesia, casetas telefónicas y teléfonos públicos de monedas y tarjetas.
Además la población cuenta con abastecimiento de agua potable y tres tanques que abastecen a la comunidad, también con un puente andador para personas y un vado vehicular que conecta la colonia centro del poblado con la colonia Rubén Figueroa, conocida como El otro lado del Rio. 
Dentro de sus establecimientos comerciales existe un mercado comunitario donde se venden productos alimenticios diariamente, además de bebidas típicas de la región como el Chilate, tiendas de ropa y abarrotes, papelerías, restaurantes, cibercafés, tortillerías.